# Thời Đại Thiếu Niên Đoàn
Thời Đại Thiếu Niên Đoàn (tiếng Anh: Teens In Times, tiếng Trung: 时代少年团; bính âm: Shídài shàonián tuán, tên thường gọi: TNT) là nhóm nhạc nam Trung Quốc gồm 7 thành viên: Mã Gia Kỳ, Đinh Trình Hâm, Tống Á Hiên, Lưu Diệu Văn, Trương Chân Nguyên, Nghiêm Hạo Tường, Hạ Tuấn Lâm . Bảy thành viên trước khi ra mắt đều là thực tập sinh thế hệ thứ hai trực thuộc TF Entertainment, sau thành công của thế hệ thứ nhất là TFBoys. Nhóm được thành lập chính thức từ chương trình thực tế sống còn "Đài Phong Lột Xác Chiến" do TF Entertainment cải tổ lại. Chương trình kết thúc và nhóm chính thức được thành lập vào ngày 25 tháng 8 năm 2019.
Ngày 23 tháng 11 năm 2019 nhóm tổ chức buổi ra mắt và ra mắt với bài hát mới "Thông Báo Toàn Trường".
Fandom chính thức "Bạo Mễ Hoa" (tiếng Trung: 爆米花). Màu tiếp ứng là: Vàng, Đen. Khẩu hiệu tiếp ứng: Phá Thiên Hạ, Định Phong Vân, Thời Đại Thiếu Niên Tinh Kiên Hành.(tiếng Trung:破天下，定风云，时代少年并肩行).

## Thành viên
Tất cả các thành viên của Thời Đại Thiếu Niên Đoàn đều là mang quốc tịch Trung Quốc. Mã Gia Kỳ, người giành được hạng 1 trong chương trình thực tế ra mắt của cả nhóm, vừa là trưởng nhóm vừa đảm nhiệm vai trò vị trí trung tâm.
| TT | Tên                | Tên                             | Ngày sinh                  | Nơi sinh                     | Vị trí                          | Người hâm mộ            | Người hâm mộ |
| TT | Phiên âm Hán-Việt  | Tên gốc                         | Ngày sinh                  | Nơi sinh                     | Vị trí                          | Tên fandom              | Màu          |
| 1  | Mã Gia Kỳ          | 马嘉祺; 馬嘉祺; Mǎ Jiā Qí       | 12 tháng 12, 2002          | Trịnh Châu, Hà Nam           | Main Vocal, Center, Leader, Ace | Tiểu Khí Cầu（小气球）  |              |
| 2  | Đinh Trình Hâm     | 丁程鑫; Dīng Chéng Xīn          | 24 tháng 2, 2002           | An Nhạc, Tư Dương, Tứ Xuyên  | Main Dancer                     | Bỉ Lân Tinh（比鄰星）   |              |
| 3  | Tống Á Hiên        | 宋亚轩; 宋亞軒; Sòng Yà Xuān    | 4 tháng 3, 2004            | Bác Hưng, Tân Châu, Sơn Đông | Main Vocal                      | Tiểu Hải Loa（小海螺）  |              |
| 4  | Lưu Diệu Văn       | 刘耀文; 劉耀文; Liú Yào Wén     | 23 tháng 9, 2005 (19 tuổi) | Cửu Long Pha, Trùng Khánh    | Dancer, Main Rapper             | Mãn Nguyệt（满月）      |              |
| 5  | Trương Chân Nguyên | 张真源; 張真源; Zhāng Zhēn Yuán | 16 tháng 4, 2003           | Giang Bắc, Trùng Khánh       | Vocal                           | Chân Tri Bổng（真知棒） |              |
| 6  | Nghiêm Hạo Tường   | 严浩翔; 嚴浩翔; Yán Hào Xiáng   | 16 tháng 8, 2004           | Quảng Châu, Quảng Đông       | Main Rapper                     | Diêm Khí Thủy（盐汽水） |              |
| 7  | Hạ Tuấn Lâm        | 贺峻霖; 賀峻霖; Hè Jùn Lín      | 15 tháng 6, 2004           | Thành Đô, Tứ Xuyên           | Main Dance                      | Thâm Hải （深海）       |              |

## Âm nhạc

### Album

#### Vũ tượng chi niên
- Ngày phát hành: 30 tháng 4 năm 2021
- Ngôn Ngữ: Tiếng Trung
- Nhà xuất bản: QQ Music
- Định dạng: CD, Tải nhạc số
- Doanh thu: 600,000+ bản
- Doanh thu tổng cộng đạt được: 101.935.280 NDT = 345.907.992.085,86 VNĐ
- ☆Doanh thu bán đầu tiên của nhóm nhạc nam vượt qua 100 triệu NDT

| Năm  | Thời gian | Album                                          | Bài hát                                          | Ghi chú       |
| 2019 | 22/11     | 【Vũ·Tượng·Chi·Niên】 Chương đầu tiên 《Vũ》   | Thông Báo Toàn Trường 《全校通报》               | Ca khúc Debut |
| 2019 | 23/11     | 【Vũ·Tượng·Chi·Niên】 Chương đầu tiên 《Vũ》   | Cuộc Phiêu Lưu Bất Tận 《无尽的冒险》            | ..            |
| 2020 | 14/08     | 【Vũ·Tượng·Chi·Niên】 Chương thứ hai 《Tượng》 | Tỷ Tỷ Thật Xinh Đẹp 《姐姐真漂亮》               |               |
| 2020 | 31/08     | 【Vũ·Tượng·Chi·Niên】 Chương thứ hai 《Tượng》 | Gặp Gỡ 《相遇 》                                 |               |
| 2020 | 01/12     | 【Vũ·Tượng·Chi·Niên】 Chương thứ ba 《Chi》    | Cần Cậu Quản 《要你管 》                         |               |
| 2020 | 01/12     | 【Vũ·Tượng·Chi·Niên】 Chương thứ ba 《Chi》    | Chỉ Mình Tớ Cảm Thấy Sao? 《只有我一个人觉得? 》 |               |
| 2021 | 21/04     | 【Vũ·Tượng·Chi·Niên】 Chương thứ tư 《Niên》   | Thời Đại Thiếu Niên 《少年时代》                 |               |
| 2021 | 22/06     | 【Vũ·Tượng·Chi·Niên】 Chương thứ tư 《Niên》   | Đứa Trẻ Nhỏ 《小小孩 》                          |               |

#### Album Thứ 2: Thiếu Niên Utopia
| Năm  | Thời gian | Album                                                          | Bài hát                                                  | Ghi chú                                                                           |
| 2021 | 26/07     | 【Thiếu•Niên•Utopia】 Chương đầu tiên 《Utopia \| • Chu Tước》 | Tớ Thích Cậu 《我喜欢你》                                |                                                                                   |
| 2021 | 02/08     | 【Thiếu•Niên•Utopia】 Chương đầu tiên 《Utopia \| • Chu Tước》 | Chu Tước 《朱雀 》                                       |                                                                                   |
| 2021 | 09/08     | 【Thiếu•Niên•Utopia】 Chương đầu tiên 《Utopia \| • Chu Tước》 | Đồ Ngốc 《傻瓜 》                                        |                                                                                   |
| 2021 | 11/11     | 【Thiếu•Niên•Utopia】 Chương thứ hai 《Utopia Ⅱ • Na Tra》     | Na Tra 《哪吒》                                          |                                                                                   |
| 2021 | 21/11     | 【Thiếu•Niên•Utopia】 Chương thứ hai 《Utopia Ⅱ • Na Tra》     | Túy 《醉》                                               |                                                                                   |
| 2021 | 10/12     | 【Thiếu•Niên•Utopia】 Chương thứ hai 《Utopia Ⅱ • Na Tra》     | Nam Nhi Ca 《男儿歌》                                    |                                                                                   |
| 2022 | 25/07     | 【Thiếu•Niên•Utopia】 Chương thứ ba 《Utopia III • Hiệp》      | Xứng Đôi 《绝配》                                        |                                                                                   |
| 2022 | 02/08     | 【Thiếu•Niên•Utopia】 Chương thứ ba 《Utopia III • Hiệp》      | Trò Chơi Đẫm Nước Mắt 《哭泣的游戏》                     |                                                                                   |
| 2022 | 08/08     | 【Thiếu•Niên•Utopia】 Chương thứ ba 《Utopia III • Hiệp》      | Hiệp 《侠》                                              |                                                                                   |
| 2022 | 14/11     | 【Thiếu•Niên•Utopia】 Chương thứ ba 《Utopia III • Hiệp》      | Bách Ưu Giới 《百忧戒》                                  |                                                                                   |
| 2022 | 23/11     | 【Thiếu•Niên•Utopia】 Chương thứ ba 《Utopia III • Hiệp》      | Mùa Có Cậu 《有你的季节》                                |                                                                                   |
| 2022 | 31/12     | 【Thiếu•Niên•Utopia】 Chương thứ ba 《Utopia III • Hiệp》      | Đường Đến Lý Tưởng 《理想之途》                          |                                                                                   |
| 2023 | 13/01     | 【Thiếu•Niên•Utopia】 Disc 2 "Lạc Viên Utopia"                 | Nếu Nỗi Nhớ Bay Lên 《若想念飞行》                       | Ca khúc hợp tác của Mã Gia Kỳ và Nghiêm Hạo Tường                                 |
| 2023 | 14/01     | 【Thiếu•Niên•Utopia】 Disc 2 "Lạc Viên Utopia"                 | Pháo Hoa Bay Lên Bầu Trời Đêm Đầy Sao 《烟花升停在星夜》 | Ca khúc hợp tác của Tống Á Hiên và Lưu Diệu Văn                                   |
| 2023 | 15/01     | 【Thiếu•Niên•Utopia】 Disc 2 "Lạc Viên Utopia"                 | Thân Ái 《亲亲爱》                                       | Ca khúc hợp tác của Đinh Trình Hâm, Trương Chân Nguyên và Hạ Tuấn Lâm             |
| 2023 | 16/01     | 【Thiếu•Niên•Utopia】 Disc 2 "Lạc Viên Utopia"                 | Ngẩng Đầu Lên 《抬起头来》                               | Ca khúc hợp tác của Mã Gia Kỳ, Tống Á Hiên và Trương Chân Nguyên                  |
| 2023 | 17/01     | 【Thiếu•Niên•Utopia】 Disc 2 "Lạc Viên Utopia"                 | Quái Vật Cô Độc 《孤独怪物》                             | Ca khúc hợp tác của Đinh Trình Hâm, Lưu Diệu Văn, Nghiêm Hạo Tường và Hạ Tuấn Lâm |

Album Thứ 3: TAM TRÙNG LÂU
| Năm  | Thời gian | Album         | Bài hát                                    | Ghi chú |
| 2023 | 17/07     | Tam Trùng Lâu | Lâu Ngoại Lâu 《楼外楼》                   |         |
| 2023 | 24/07     | Tam Trùng Lâu | Nằm Xuống Thật Thoải Mái 《躺着真舒服》    |         |
| 2023 | 31/07     | Tam Trùng Lâu | Đại Thời Đại 《大时代》                    |         |
| 2023 | 13/11     | Tam Trùng Lâu | Yêu Đến 1440 《爱到1440》                  |         |
| 2024 | 21/02     | Tam Trùng Lâu | Không Phải Anh Thì Không Thể 《非我不可》  |         |
| 2024 | 29/04     | Tam Trùng Lâu | Vài Lời Tớ Chưa Nói 《那些我没说的话》     |         |
| 2024 | 03/05     | Tam Trùng Lâu | Mũi Hảo Vọng 《好望角》                    |         |
| 2024 | 29/07     | Tam Trùng Lâu | Mộng 《梦》                                |         |
| 2024 | 18/11     | Tam Trùng Lâu | Khúc Tùy Hứng Vào Đêm Trăng 《月夜狂想曲》 |         |
| 2024 | 22/11     | Tam Trùng Lâu | Vẫn Sẽ Gặp Lại Nhau 《还会再相遇》         |         |
| 2024 | 25/11     | Tam Trùng Lâu | Siêu Sao Phòng Ngủ 《卧室巨星》            |         |

### Khác
| Năm  | Tên bài                         | Tên Trung      | Thời gian | Ghi chú                                            |
| 2020 | Mộng Du Ký                      | 梦游记         | 07/01     | Bài hát chủ đề "Thiếu niên mộng du ký"             |
| 2020 | Tiến Lên Nào Thiếu Niên         | 向上吧少年     | 08/03     | Bài hát chủ đề "Tiến lên nào! Thiếu niên"          |
| 2020 | Bạo Mễ Hoa                      | 爆米花         | 03/04     |                                                    |
| 2020 | Vẻ Đẹp Thiếu Niên               | 少年美         | 07/11     | EP "Thiếu niên giang hồ"                           |
| 2020 | Kiếm Vũ Giang Hồ                | 剑雨江湖       | 07/11     | EP "Thiếu niên giang hồ"                           |
| 2020 | Tình Nhã Tập                    | 晴雅集         | 10/12     | OST "Âm Dương Sư: Tình Nhã Tập".                   |
| 2020 | Vì Cậu Làm Thơ                  | 为你写诗       | 14/12     | MV quảng cáo sản phẩm của OLAY                     |
| 2020 | 2035 Là Tuổi Trẻ                | 2035是这young  | 28/12     |                                                    |
| 2021 | Cảm Giác Vui Vẻ                 | 快乐感         | 11/07     | Bài hát chủ đề "Happy Camp 2021"                   |
| 2021 | Có Cậu                          | 有你           | 25/12     | Giáng Sinh                                         |
| 2022 | Ấm Dần                          | 渐暖           | 14/02     | Valentine                                          |
| 2022 | Bạn Phải Vui Vẻ Nhé             | 你要快乐       | 13/06     | Bài hát tốt nghiệp mùa hạ                          |
| 2023 | Chạy Ngược Hướng Với Trái Đất   | 背对地球奔跑   | 7/04      | Bài hát chủ đề "Trại Hè Thời Đại 2"                |
| 2024 | Thứ Sáu Vui Vẻ                  | 快乐星期五     | 19/07     | Bài hát chủ đề "Nguyên Mộng Chi Tinh"              |
| 2024 | Thời Khắc Này                   | 这一刻钟       | 25/10     | Bài hát chủ đề kỷ niệm 9 năm "Vương Giả Vinh Diệu" |
| 2024 | Mặt Trời Nhỏ                    | 小太阳         | 20/11     | Bài hát chủ đề Ngày trẻ em Thế giới lần thứ 35     |
| 2025 | Ít Nhất Tôi Vẫn Còn Hạnh Phúc   | 至少我还算快乐 | 14/04     |                                                    |
| 2025 | Mình Là Người Đẹp Nhất Thế Gian | 全世界我最美   | 30/04     |                                                    |
| 2025 | Bước Lên Đỉnh Cao               | 登顶           | 14/07     |                                                    |

## Video Ca Nhạc

### Bài Hát Đặc Biệt
| Năm  | Thời gian | Bài Hát               | Tên Gốc  | Thành Viên                                                          | Ghi chú |
| 2021 | 2/10      | Thiếu Niên Quốc Phòng | 国防少年 | Mã Gia Kỳ, Tống Á Hiên, Lưu Diệu Văn, Nghiêm Hạo Tường, Hạ Tuấn Lâm | Bài hát chủ đề "Tuổi trẻ Quốc phòng" mùa thứ 2 của Kênh truyền hình Quân đội Quốc phòng "Hôm nay tôi là Chiến sĩ" |
| 2021 | 27/10     | Kính Chào Dũng Sĩ     | 致敬勇士 | Thời Đại Thiếu Niên Đoàn                                            | Thế vận hội Mùa đông 2022 tại Bắc Kinh                                                                            |

### MV Đặc Biệt
| Năm  | Thời gian | Tên bài            | Tên Gốc      | Thành Viên Tham Gia                                      | Ghi chú                                                                     |
| 2020 | 14/12     | Vì Cậu Làm Thơ     | 为你写诗     | Thời Đại Thiếu Niên Đoàn                                 | Bài hát quảng cáo cho "OLAY"                                                |
| 2021 | 20/05     | Sao Trời Biển Rộng | 星辰大海     | Tống Á Hiên, Lưu Diệu Văn, Nghiêm Hạo Tường, Hạ Tuấn Lâm | Truyền hình vệ tinh Chiết Giang "Sao Trời Biển Rộng phiên bản đặc biệt 520" |
| 2021 | 30/05     | Ánh Sáng Tương Lai | 未來之光     | Tống Á Hiên, Nghiêm Hạo Tường, Hạ Tuấn Lâm               | Tri ân những người phát triển công nghệ                                     |
| 2021 | 01/10     | Tôi Và Tổ Quốc Tôi | 我和我的祖国 | Thời Đại Thiếu Niên Đoàn                                 | Kỷ niệm 72 năm Quốc khánh Trung Quốc                                        |
| 2022 | 24/04     | Phi Phong          | 披风         | Thời Đại Thiếu Niên Đoàn                                 | Kỷ niệm ngành hàng không Trung Quốc                                         |
| 2022 | 01/10     | Tổ Quốc Của Tôi    | 我的祖国     | Thời Đại Thiếu Niên Đoàn                                 | Kỷ niệm 73 năm Quốc khánh Trung Quốc                                        |

### Dance Practice
| Năm  | Thời gian | Tên bài                      | Tên Gốc                | Thành Viên Tham Gia      |
| 2019 | 17/11     | Hoắc Nguyên Giáp             | 《霍元甲》             | Thời Đại Thiếu Niên Đoàn |
| 2019 | 26/11     | Cuộc Phiêu Lưu Bất Tận       | 《无尽的冒险》         | Thời Đại Thiếu Niên Đoàn |
| 2019 | 10/12     | Thông Báo Toàn Trường        | 《全校通报》           | Thời Đại Thiếu Niên Đoàn |
| 2020 | 22/08     | Tỷ Tỷ Thật Xinh Đẹp          | 《姐姐真漂亮》         | Thời Đại Thiếu Niên Đoàn |
| 2020 | 01/09     | Gặp Gỡ                       | 《相遇》               | Thời Đại Thiếu Niên Đoàn |
| 2020 | 08/12     | Cần Cậu Quản                 | 《要你管》             | Thời Đại Thiếu Niên Đoàn |
| 2020 | 09/12     | Chỉ Có Mình Tớ Cảm Thấy Sao? | 《只有我一个人觉得？》 | Thời Đại Thiếu Niên Đoàn |
| 2021 | 18/08     | Chu Tước                     | 《朱雀》               | Thời Đại Thiếu Niên Đoàn |
| 2021 | 18/08     | Tớ Thích Cậu                 | 《我喜欢你》           | Thời Đại Thiếu Niên Đoàn |
| 2021 | 19/12     | Đồ ngốc                      | 《傻瓜》               | Thời Đại Thiếu Niên Đoàn |
| 2022 | 26/07     | Xứng Đôi                     | 《绝配》               | Thời Đại Thiếu Niên Đoàn |
| 2022 | 22/08     | Hiệp                         | 《侠》                 | Thời Đại Thiếu Niên Đoàn |
| 2022 | 03/09     | Na Tra                       | 《哪吒》               | Thời Đại Thiếu Niên Đoàn |
| 2023 | 27/08     | Lâu Ngoại Lâu                | 《楼外楼》             | Thời Đại Thiếu Niên Đoàn |
| 2023 | 06/10     | Đại Thời Đại                 | 《大时代》             | Thời Đại Thiếu Niên Đoàn |
| 2023 | 06/10     | Nằm Xuống Thật Thoải Mái     | 《躺着真舒服》         | Thời Đại Thiếu Niên Đoàn |
| 2024 | 24/02     | Không Phải Anh Thì Không Thể | 《非我不可》           | Thời Đại Thiếu Niên Đoàn |
| 2024 | 09/08     | Mộng                         | 《梦》                 | Thời Đại Thiếu Niên Đoàn |

### Dance Cover
| Năm  | Thời gian | Tên bài         | Bản gốc    | Thành Viên Tham Gia |
| 2019 | 23/10     | Mirotic         | TVXQ       | Thời Đại Thiếu Niên Đoàn |
| 2020 | 26/02     | Psycho          | Red Velvet | Đinh Trình Hâm, Tống Á Hiên, Lưu Diệu Văn, Hạ Tuấn Lâm                                                                         |
| 2020 | 09/03     | Jopping         | SuperM     | Đinh Trình Hâm, Tống Á Hiên, Lưu Diệu Văn, Hạ Tuấn Lâm                                                                         |
| 2020 | 06/04     | BOOM            | NCT Dream  | Mã Gia Kỳ, Trương Chân Nguyên, Nghiêm Hạo Tường                                                                                |
| 2020 | 09/04     | HIP             | MAMAMOO    | Mã Gia Kỳ, Trương Chân Nguyên, Nghiêm Hạo Tường                                                                                |
| 2020 | 01/05     | The Eve         | EXO        | Thời Đại Thiếu Niên Đoàn |
| 2020 | 01/05     | Intro + Kick It | NCT 127    | Thời Đại Thiếu Niên Đoàn |
| 2021 | 10/07     | Criminal        | TAEMIN     | Tống Á Hiên, Hạ Tuấn Lâm, Nghiêm Hạo Tường, Lưu Diệu Văn cùng với TF Gia Tộc F3 Tô Tân Hạo, Chu Chí Hâm, Trương Cực, Dư Vũ Hàm |

## Buổi trình diễn

### Sự Kiện
| Năm  | Thời gian | Sự Kiện                                                                       | Tên Bài Hát                                                                                            | Ghi chú                                                                                      |
| ---- | --------- | ----------------------------------------------------------------------------- | --- | -------------------------------------------------------------------------------------------- |
| 2019 | 06/12     | Đêm hội gào thét IQIYI 2020                                                   | Thông Báo Toàn Trường                                                                                  | Nhận giải Nhóm nhạc tiềm năng của năm                                                        |
| 2019 | 08/12     | TMEA Lễ hội âm nhạc và giải trí Tencent                                       | Cuộc Phiêu Lưu Bất Tận                                                                                 | Nhận giải Nhóm nhạc thế hệ mới của năm                                                       |
| 2019 | 31/12     | Đêm hội mừng năm mới của Đài Truyền hình vệ tinh Hồ Nam.                      | Cuộc Phiêu Lưu Bất Tận                                                                                 |                                                                                              |
| 2020 | 19/07     | "Đông Phương Phong Vân Bảng" lần thứ 27                                       | Cuộc Phiêu Lưu Bất Tận                                                                                 | Nhận được giải thưởng Nhóm Nhạc Mới Xuất Sắc Nhất".                                          |
| 2020 | 17/08     | Dragon TV 《Suning 818 Super Show》                                           | Chị Gái Thật Xinh Đẹp + Sủng Ái                                                                        |                                                                                              |
| 2020 | 03/10     | TOP Thời Khắc Vinh Quang                                                      | Tỷ Tỷ Thật Xinh Đẹp                                                                                    |                                                                                              |
| 2020 | 30/10     | "Đêm Hội Kuaishou Nghìn Lẻ Một Đêm" của Đài truyền hình Giang Tô.             | Tỷ Tỷ Thật Xinh Đẹp                                                                                    | Kết hợp cùng với Trịnh Sảng                                                                  |
| 2020 | 10/11     | "Super Show 7117" của Đài truyền hình Bắc Kinh                                | Kiếm Vũ Giang Hồ + Gặp Gỡ                                                                              |                                                                                              |
| 2020 | 05/12     | Chung kết "Diễn Viên Mới Vào Chỗ" mùa 2                                       | Vẻ Đẹp Thiếu Niên                                                                                      |                                                                                              |
| 2020 | 06/12     | BoomBoom Award 2020                                                           | Chỉ Mình Tớ Cảm Thấy Sao? + Cần Cậu Quản                                                               | Nhận được giải Nhóm nhạc thần tượng nhân khí của năm                                         |
| 2020 | 11/12     | "Đêm Hội Song Thập Nhị" của Đài truyền hình Hồ Nam                            | Cần Cậu Quản + Forever Young + Câu Chuyện Thời Gian                                                    | Cùng Hà Cảnh                                                                                 |
| 2020 | 20/12     | Lễ trao giải Tinh Quang Đại Thưởng                                            | Chỉ Mình Tớ Cảm Thấy Sao? + Cần Cậu Quản                                                               | Nhận được giải Tổ hợp xu hướng của năm .                                                     |
| 2020 | 31/12     | Đêm hội mừng năm mới của Đài truyền hình Đông Phương 2021                     | Chỉ Mình Tớ Cảm Thấy Sao? + Cần Cậu Quản                                                               |                                                                                              |
| 2021 | 22/01     | "Thẳng tiến xuân vãn" của CCTV                                                | Khởi đầu Thanh Xuân                                                                                    |                                                                                              |
| 2021 | 04/02     | Xuân Vãn của Đài truyền hình Hồ Nam                                           | Mashup Douyin 2020 + Tỷ Tỷ Thật Xinh Đẹp                                                               |                                                                                              |
| 2021 | 11/02     | Xuân Vãn 2021                                                                 | Thanh Xuân Chạy Băng Băng                                                                              | Cùng Địch Lệ Nhiệt Ba, Lý Hiện, Lưu Hạo Tồn, Trần Lập Nông và một số thành viên THE9         |
| 2021 | 28/02     | Đêm hội Weibo 2020                                                            | Cần Cậu Quản                                                                                           | Nhận giải "Nhóm nhạc phổ biến của năm trên Weibo"                                            |
| 2021 | 10/03     | 《Đêm hội âm nhạc series bài hát "Giấc Mộng Trung Quốc" - Kim Tú Tiểu Khang》 | Tán Thưởng Thời Đại Mới                                                                                |                                                                                              |
| 2021 | 01/06     | "Đêm Hội Quốc Tế Thiếu Nhi của Đài truyền hình CCTV                           | Thiếu Niên Hái Sao                                                                                     | Tống Á Hiên, Nghiêm Hạo Tường, Hạ Tuấn Lâm tham gia                                          |
| 2021 | 27/06     | 电影之歌•唱响保定                                                             | Thổ Tì Bà Đàn Lên Trái Tim Yêu Của Em                                                                  | Mã Gia Kỳ, Trương Chân Nguyên, Hạ Tuấn Lâm tham gia                                          |
| 2021 | 18/08     | "Đêm Hội 818" của Đài truyền hình Hồ Nam                                      | Chu Tước + Tớ Thích Cậu                                                                                |                                                                                              |
| 2021 | 05/11     | Đêm hội Tái tạo Di sản Phi vật thể Quốc gia của Đài truyền hình CCTV6         | Chu Tước                                                                                               |                                                                                              |
| 2021 | 10/11     | Đêm hội cuồng hoan Tmall 11.11                                                | Na Tra + Chu Tước                                                                                      |                                                                                              |
| 2021 | 17/11     | Đông Phương Phong Vân Bảng Lần Thứ 28                                         | Thời Đại Thiếu Niên                                                                                    | Mã Gia Kỳ, Tống Á Hiên, Lưu Diệu Văn, Nghiêm Hạo Tường, Hạ Tuấn Lâm tham gia                 |
| 2021 | 11/12     | TMEA Lễ hội âm nhạc và giải trí Tencent                                       | Say + Cuộc Phiêu Lưu Bất Tận + Nam Nhi Ca                                                              | Mã Gia Kỳ, Tống Á Hiên, Lưu Diệu Văn, Nghiêm Hạo Tường, Hạ Tuấn Lâm tham gia                 |
| 2021 | 25/12     | Lễ Trao Giải CCTV 2021                                                        | Chu Tước + Thời Đại Thiếu Niên                                                                         |                                                                                              |
| 2021 | 31/12     | Đêm hội mừng năm mới Đài truyền hình Đông Phương 2022                         | Liên khúc Chúng Ta Đều Có Một Ngôi Nhà + Nam Nhi Ca                                                    | Đinh Trình Hâm, Tống Á Hiên, Lưu Diệu Văn, Trương Chân Nguyên, Nghiêm Hạo Tường, Hạ Tuấn Lâm |
| 2022 | 13/08     | Liên hoan phim Quốc Tế Bắc Kinh Lần Thứ 12                                    | Lễ khai mạc ( Khúc ca dao động lòng người )                                                            |                                                                                              |
| 2022 | 10/09     | Đêm hội Trung Thu 2022                                                        | Chúng Ta Sẽ Tốt Hơn                                                                                    | Hát cùng với Vương Tổ Lam                                                                    |
| 2022 | 25/11     | Đông Phương Phong Vân Bảng Lần Thứ 29                                         | Bách Ưu Giới                                                                                           |                                                                                              |
| 2022 | 31/12     | Đêm hội Mừng Năm Mới Đài Đông Phương 2023                                     | Liên khúc Tuổi Thơ + Sổ Tay Thanh Xuân + Bạn Cùng Bàn + Con Bướm Bay Bách Ưu Giới + Đường Đến Lý Tưởng |                                                                                              |
| 2023 | 14/01     | Đêm Hội Bạn Thân Kuaishou                                                     | Ấm Dần + Nhóm Những Kẻ Ngốc                                                                            |                                                                                              |
| 2023 | 15/01     | Đêm Tết Ông Táo Đài Hồ Nam 2023                                               | Mùa Có Cậu + Mèo Ba Tư                                                                                 |                                                                                              |
| 2025 | 01/01     | Đêm hội mừng năm mới 2025 Đài Truyền hình vệ tinh Hồ Nam                      | Cần Cậu Quản + Siêu Sao Phòng Ngủ + Tôi Cần Cậu Quản                                                   | Hát cùng với Hoa Thần Vũ                                                                     |
| 2025 | 23/01     | Đêm hội Xuân Vãn Đài Hồ Nam 2025                                              | Nam Nhi Ca                                                                                             |                                                                                              |

## Giải thưởng và danh hiệu
| Năm  | Ngày  | Tên sự kiện                                  | Giải thưởng hoặc danh hiệu                        |
| ---- | ----- | -------------------------------------------- | ------------------------------------------------- |
| 2019 | 06/12 | Đêm hội gào thét IQIYI 2020                  | Nhóm nhạc tiềm năng của năm                       |
| 2019 | 08/12 | TMEA Lễ hội âm nhạc và giải trí Tencent 2019 | Giải thưởng Nhóm giọng mới của năm                |
| 2020 | 19/07 | Đông Phương Phong Vân Bảng lần thứ 27        | Sự kết hợp mới tốt nhất                           |
| 2020 | 06/12 | BoomBoom Award 2020                          | Nhóm nhạc thần tượng nổi tiếng của năm            |
| 2020 | 20/12 | Lễ trao giải Tinh Quang Đại Thưởng           | Kết hợp xu hướng hàng năm                         |
| 2021 | 20/01 | Giải thưởng Weibo Variety Awards             | Nhóm Nhạc Nổi Tiếng Nhất Của Năm                  |
| 2021 | 20/01 | Liên hoan phim và truyền hình Sina năm 2020  | Chương trình tạp kỹ "Thanh niên ON FIRE"          |
| 2021 | 20/01 | Liên hoan phim và truyền hình Sina năm 2020  | Nhạc đa dạng hàng năm "Jianyu Jianghu"            |
| 2021 | 28/02 | Đêm hội Weibo 2020                           | Nhóm nổi tiếng nhất của năm                       |
| 2021 | 17/11 | Đông Phương Phong Vân Bảng lần thứ 28        | Sự kết hợp tốt nhất                               |
| 2021 | 17/11 | Đông Phương Phong Vân Bảng lần thứ 28        | Top 10 Bài Nhạc Vàng "Cần Cậu Quản"               |
| 2021 | 11/12 | TMEA Lễ hội âm nhạc và giải trí Tencent 2021 | Nhóm Nhạc Nổi Tiếng Nhất Của Năm                  |
| 2021 | 11/12 | TMEA Lễ hội âm nhạc và giải trí Tencent 2021 | Top 10 bài hát vàng của năm "Cần Cậu Quản"        |
| 2022 | 27/01 | Đêm hội Weibo 2021                           | Tác phẩm âm nhạc nổi tiếng hàng năm "Đứa Trẻ Nhỏ" |
| 2022 | 25/11 | Đông Phương Phong Vân Bảng Lần Thứ 29        | Nhóm Nhạc Xuất Sắc Nhất                           |
| 2022 | 25/11 | Đông Phương Phong Vân Bảng Lần Thứ 29        | Nhóm Nhạc Nổi Tiếng Châu Á                        |
| 2022 | 25/11 | Đông Phương Phong Vân Bảng Lần Thứ 29        | Top 10 Ca Khúc Vàng "Na Tra"                      |
| 2023 | 18/01 | Lễ Hội Âm Nhạc Weibo 2023                    | Nhóm Nhạc Xuất Sắc Nhất Năm                       |
| 2023 | 25/03 | Đêm Hội Weibo                                | Nhóm Nhạc Có Sức Ảnh Hưởng Nhất Năm               |
| 2023 | 11/07 | TMEA Lễ Hội Âm Nhạc 2023                     | Nhóm Nhạc Trung Quốc Có Tầm Ảnh Hưởng Nhất Năm    |
| 2023 | 11/07 | TMEA Lễ Hội Âm Nhạc 2023                     | Top 10 Ca Khúc Vàng "Tuyệt Phối"                  |
| 2023 | 28/08 | Đông Phương Phong Vân Bảng Lần Thứ 30        | Nhóm Nhạc Xuất Sắc Nhất                           |
| 2023 | 28/08 | Đông Phương Phong Vân Bảng Lần Thứ 30        | Nhóm Nhạc Nổi Tiếng Châu Á                        |
| 2023 | 28/08 | Đông Phương Phong Vân Bảng Lần Thứ 30        | Top 10 Ca Khúc Vàng "Bách Ưu Giới"                |
| 2023 | 26/09 | Âm Nhạc Thịnh Điển Weibo                     | Nhóm Nhạc Có Sức Ảnh Hưởng Nhất Năm               |

## Concert
| Năm  | Ngày  | Tên                                       | Địa điểm    | Nền tảng công chiếu                | Ghi chú |
| ---- | ----- | ----------------------------------------- | ----------- | ---------------------------------- | --- |
| 2019 | 23/11 | Concert Debut                             |             | Bilibili                           | [ 7 ] |
| 2020 | 17/1  | Trùng Phùng                               |             | Bilibili                           | Concert năm mới Cùng với Ngao Tử Dật, Lý Thiên Trạch và F3 của TF Gia Tộc                                                                           |
| 2020 | 28/11 | Trưởng Thành Đúng Hạn                     | Online      | QQ Music                           | [ 9 ] |
| 2021 | 15/12 | Hỏa Lực Toàn Khai - Công Diễn 3           | Online      | Bilibili                           | [ 10 ] |
| 2022 | 21/5  | Hỏa Lực Toàn Khai - Công Diễn 4           | Online      | Bilibili                           | Đinh Trình Hâm, Trương Chân Nguyên, Lưu Diệu Văn |
| 2022 | 28/8  | Hỏa Lực Toàn Khai - Công Diễn 5           | Online      | QQ Music                           | [ 12 ] |
| 2023 | 2/5   | Con Đường Lý Tưởng                        | Hải Khẩu    | 白视tv                             | Thời Đại Thiếu Niên Đoàn |
| 2023 | 18/11 | Lâu Ngoại Lâu 《楼外楼》                  | Ma Cao      | Kuaishou                           | Kỷ niệm 4 năm thành đoàn |
| 2023 | 19/11 | Lâu Ngoại Lâu 《楼外楼》                  | Ma Cao      | Kuaishou                           | Kỷ niệm 4 năm thành đoàn |
| 2024 | 3/5   | Lâu Gian Lâu 《楼间楼》                   | Trùng Khánh | Douyin                             | |
| 2024 | 4/5   | Lâu Gian Lâu 《楼间楼》                   | Trùng Khánh | (không chiếu)                      | |
| 2024 | 16/8  | Lầu Phi Lầu 《楼非楼》                    | Thường Châu | Kuaishou                           | |
| 2024 | 17/8  | Lầu Phi Lầu 《楼非楼》                    | Thường Châu | (không chiếu)                      | |
| 2024 | 23/8  | Lầu Phi Lầu 《楼非楼》                    | Ma Cao      | (không chiếu)                      | |
| 2024 | 24/8  | Lầu Phi Lầu 《楼非楼》                    | Ma Cao      | (không chiếu)                      | |
| 2024 | 23/11 | Tháng Ngày Bên Nhau《一起走过的日子》     | Trùng Khánh | Kuaishou                           | Kỷ niệm 5 năm thành đoàn |
| 2024 | 24/11 | Tháng Ngày Bên Nhau《一起走过的日子》     | Trùng Khánh | (không chiếu)                      | Kỷ niệm 5 năm thành đoàn |
| 2025 | 18/1  | Nhiệt Ái《热爱》                          | Ma Cao      | (không chiếu)                      | Concert năm mới Cùng với TOP, TF_ING, TF Gia tộc F4, Lã Chính Hy, Chu Ánh Thần, Trương Tuấn Hào, Dư Vũ Hàm (Lý Gia Sâm, Lý Dục Đông không tham gia) |
| 2025 | 19/1  | Nhiệt Ái《热爱》                          | Ma Cao      | (không chiếu)                      | Concert năm mới Cùng với TOP, TF_ING, TF Gia tộc F4, Lã Chính Hy, Chu Ánh Thần, Trương Tuấn Hào, Dư Vũ Hàm (Lý Gia Sâm, Lý Dục Đông không tham gia) |
| 2025 | 03/05 | Lễ Gia Quan《加冠利》 - Quan Tuế 《冠岁》 | Hải Khẩu    | QQ Music                           | |
| 2025 | 04/04 | Lễ Gia Quan《加冠利》 - Quan Tuế 《冠岁》 | Hải Khẩu    | QQ Music                           | |
| 2025 | 25/07 | Lễ Gia Quan《加冠利》- Quán Quân 《冠军》 | Đại Liên    | QQ Music                           | |
| 2025 | 26/07 | Lễ Gia Quan《加冠利》- Quán Quân 《冠军》 | Đại Liên    | (không chiếu)                      | |
| 2025 | 20/08 | Lễ Gia Quan《加冠利》- Quán Quân 《冠军》 | Thượng Hải  | Kuaishou                           | |
| 2025 | 21/08 | Lễ Gia Quan《加冠利》- Quán Quân 《冠军》 | Thượng Hải  | (livestream hậu trường buổi chiều) | |
| 2025 | 23/08 | Lễ Gia Quan《加冠利》- Quán Quân 《冠军》 | Thượng Hải  | Kuaishou                           | |
| 2025 | 24/08 | Lễ Gia Quan《加冠利》- Quán Quân 《冠军》 | Thượng Hải  | (Không chiếu)                      | |

## Fanmeeting
| Năm  | Tên               | Thời gian | Thành Viên Tham Gia                                                             | Ghi chú |
| ---- | ----------------- | --------- | ------------------------------------------------------------------------------- | ------- |
| 2021 | Hỏa Lực Toàn Khai | 10/7      | Tống Á Hiên, Hạ Tuấn Lâm, Nghiêm Hạo Tường, Lưu Diệu Văn cùng với TF Gia Tộc F3 |         |

## Chương Trình Tự Sản Xuất
| Năm  | Thời gian     | Tên show                                      | Số Tập | Tham Gia                                                                                                | Ghi chú                                                              |
| ---- | ------------- | --------------------------------------------- | ------ | --- | -------------------------------------------------------------------- |
| 2019 | 19/07 - 25/08 | Đài Phong Lột Xác Chiến《Typhoon Project》    | 7      | Mã Gia Kỳ, Đinh Trình Hâm, Tống Á Hiên, Lưu Diệu Văn, Trương Chân Nguyên, Nghiêm Hạo Tường, Hạ Tuấn Lâm | Tham gia thi đấu để lập nhóm                                         |
| 2019 | 23/07 - 13/08 | Trại Hè Đài Phong                             | 4      | TNT Thời Đại Thiếu Niên Đoàn                                                                            | Trước Khi ra mắt                                                     |
| 2019 | 16/10 - 20/12 | BOOM! TV                                      | 8      | TNT Thời Đại Thiếu Niên Đoàn                                                                            |                                                                      |
| 2020 | 09/01 - 24/02 | Thiếu Niên Mộng Du Ký                         | 12     | TNT Thời Đại Thiếu Niên Đoàn                                                                            |                                                                      |
| 2020 | 09/09 - 14/10 | Nhà Mới Của Chúng Ta                          | 7      | TNT Thời Đại Thiếu Niên Đoàn                                                                            |                                                                      |
| 2020 | 26/09 - 07/11 | Thiếu Niên ON FIRE mùa 1                      | 7      | TNT Thời Đại Thiếu Niên Đoàn                                                                            | Cùng với Chu Chí Hâm, Tô Tân Hạo                                     |
| 2021 | 03/04         | Thiếu Niên ON FIRE mùa 2                      |        | Tống Á Hiên, Hạ Tuấn Lâm, Nghiêm Hạo Tường, Lưu Diệu Văn                                                | Cùng với Thực Tập Sinh Của TF Gia Tộc                                |
| 2021 | 16/10 - 04/12 | Phúc Khí Này Cậu Có Muốn Không? (Phúc Khí TV) | 17     | TNT Thời Đại Thiếu Niên Đoàn                                                                            |                                                                      |
| 2022 | 08/07 - 17/09 | Trại Hè Thời Đại                              | 10     | TNT Thời Đại Thiếu Niên Đoàn                                                                            |                                                                      |
| 2023 |               | Trại Hè Thời Đại 2                            | 12     | TNT Thời Đại Thiếu Niên Đoàn                                                                            |                                                                      |
| 2024 |               | Trại Đông Thời Đại                            |        | TNT Thời Đại Thiếu Niên Đoàn                                                                            |                                                                      |
| 2024 |               | Thời Đại Đỉnh Đỉnh Đỉnh《时代顶呱呱》         |        | TNT Thời Đại Thiếu Niên Đoàn                                                                            | Do bận lịch trình cá nhân nên Đinh Trình Hâm không tham gia ghi hình |
| 2025 |               | Không Đi Không Được 《非我不去》              | 7      | | Đi du lịch Châu Phi                                                  |

## LiveStream
| Năm  | Thời gian | Chương trình                                                                 | Tham Gia                     | Ghi Chú (Link)    |
| ---- | --------- | ---------------------------------------------------------------------------- | ---------------------------- | ----------------- |
| 2020 | 18/06     | Livestream nhãn hiệu OLAY                                                    | TNT Thời Đại Thiếu Niên Đoàn | [ 13 ]            |
| 2020 | Tháng 07  | YY Live                                                                      | TNT Thời Đại Thiếu Niên Đoàn |                   |
| 2020 | 04/11     | "Kinh Doanh Nào Vương Bài" tập 2                                             | TNT Thời Đại Thiếu Niên Đoàn | [ 14 ]            |
| 2020 | 04/11     | Livestream nhãn hiệu Tide                                                    | TNT Thời Đại Thiếu Niên Đoàn |                   |
| 2020 | 10/11     | Livestream nhãn hiệu Hợp Sinh Nguyên "Khởi Công Đi! Chủ Tiệm Kinh Đông Tinh" | TNT Thời Đại Thiếu Niên Đoàn |                   |
| 2021 | 22/01     | Livestream "Happy Camp"                                                      | TNT Thời Đại Thiếu Niên Đoàn |                   |
| 2021 | 05/02     | Livestream "Chúng Ta Cùng Lên Xuân Vãn"                                      | TNT Thời Đại Thiếu Niên Đoàn | nền tảng Kuaishou |
| 2021 | 17/06     | Livestream nhãn hàng Dr.Ci:Labo                                              | TNT Thời Đại Thiếu Niên Đoàn | Lý Giai Kỳ        |
| 2021 | 27/08     | Livestream nhãn hàng SKECHERS                                                | TNT Thời Đại Thiếu Niên Đoàn | [ 15 ]            |
| 2021 | 22/11     | Livestream Kỷ niệm 2 năm xuất đạo                                            | TNT Thời Đại Thiếu Niên Đoàn | nền tảng Kuaishou |
| 2021 | 24/12     | Livestream Giáng Sinh                                                        | TNT Thời Đại Thiếu Niên Đoàn | nền tảng Kuaishou |
| 2022 | 08/10     | Livestream nhãn hàng LAROCHEPOSAY                                            | TNT Thời Đại Thiếu Niên Đoàn | [ 16 ]            |
| 2022 | 25/10     | Livestream nhãn hàng Biotherm                                                | TNT Thời Đại Thiếu Niên Đoàn | [ 17 ]            |
| 2022 | 23/11     | Livetream Kỷ niệm 3 năm xuất đạo                                             | TNT Thời Đại Thiếu Niên Đoàn | [ 18 ]            |

## Đại ngôn và đại sứ thương hiệu
| Năm  | Nhãn hiệu                                                    | Danh phận                                                    |
| ---- | ------------------------------------------------------------ | ------------------------------------------------------------ |
| 2019 | Quần áo Handu Yishe                                          | Đại sứ thương hiệu                                           |
| 2019 | Donnie                                                       | Đại sứ thương hiệu                                           |
| 2019 | Gà rán Dicos                                                 | Đại sứ thương hiệu                                           |
| 2020 | Mỹ phẩm OLAY                                                 | Người bạn thương hiệu                                        |
| 2020 | Gà rán Disco                                                 | Người phát ngôn thương hiệu                                  |
| 2020 | Bột giặt Tide                                                | Đại sứ thương hiệu khu vực Trung Quốc                        |
| 2020 | Sức sống dinh dưỡng Synbiotics                               | Đại sứ thương hiệu                                           |
| 2021 | Mặt nạ La Roche-Posay                                        | Đại sứ thương hiệu                                           |
| 2021 | Mỹ phẩm Hoa Tây Tử (Son)                                     | Đại sứ thương hiệu                                           |
| 2021 | Chương trình Thiên nhiên Tháng Khoa học Trung Quốc lần thứ 3 | Đại sứ                                                       |
| 2021 | Mỹ phẩm DrCiLabo                                             | Người phát ngôn thương hiệu khu vực Châu Á - Thái Bình Dương |
| 2021 | Sữa chua Soda Yousuanru                                      | Đại sứ                                                       |
| 2021 | Giày Skechers                                                | Đại ngôn                                                     |
| 2021 | Kính Horien                                                  | Người phát ngôn thương hiệu toàn cầu                         |
| 2022 | Khang Sư Phụ                                                 | Đại sứ thương hiệu                                           |
| 2022 | Louis Vuitton                                                | Đại sứ thương hiệu                                           |
| 2022 | La Roche-Posay                                               | Người phát ngôn thương hiệu                                  |
| 2022 | GUERLAIN                                                     | Người phát ngôn thương hiệu                                  |
| 2022 | KÉRASTASE                                                    | Người phát ngôn hình ảnh thương hiệu                         |
| 2022 | Biotherm                                                     | Người phát ngôn thương hiệu                                  |
| 2023 | KFC                                                          | Người phát ngôn thương hiệu                                  |
| 2023 | Đồ ăn vặt LYFEN                                              | Người phát ngôn thương hiệu                                  |
| 2023 | Game Nguyên Mộng Chi Tinh                                    | Người phát ngôn thương hiệu                                  |
| 2023 | Đồ ăn vặt ô mai Lưu Lưu Mai                                  | Người phát ngôn thương hiệu toàn cầu                         |

## Tạp Chí
| Năm  | Kỳ          | Tên Tạp                       | Hình thức | Ghi chú   |
| ---- | ----------- | ----------------------------- | --------- | --------- |
| 2020 | Số tháng 1  | BAZAAR Men                    | Điện tử   |           |
| 2020 | Số Tháng 6  | OK!精彩                       | Bản Giấy  | Trang bìa |
| 2020 | Số Tháng 8  | 博客天下 "Bác Khách Thiên Hạ" | Bản Giấy  | Trang bìa |
| 2021 | Số tháng 12 | 时尚COSMO                     | Bản Giấy  | Trang bìa |
| 2022 | Số tháng 9  | TMagazineChina                | Bản Giấy  | Trang bìa |
| 2023 | Số tháng 1  | MARIE CLAIRE                  | Bản Giấy  | Trang bìa |
| 2023 | Số tháng 8  | ELLE                          | Bản Giấy  | Trang bìa |
| 2024 | Số tháng 5  | GQ                            | Bản Giấy  | Trang bìa |

## Phim Tài Liệu

### Thiếu Niên Dưới Ánh Hào Quang
| Năm  | Thời Gian | Tên phim                                                                                          |
| ---- | --------- | ------------------------------------------------------------------------------------------------- |
| 2019 | 07/12     | Thiếu Niên Dưới Ánh Hào Quang - Khởi hành 《光環下的少年－啟航》                                  |
| 2020 | 17/01     | Thiếu Niên Dưới Ánh Hào Quang - Ánh sáng dưới ánh đèn sân khấu 《光環下的少年－聚光燈下的明與暗》 |
| 2020 | 10/02     | Thiếu Niên Dưới Ánh Hào Quang - Trùng Phùng 《光環下的少年－重逢》                                |
| 2020 | 03/04     | Thiếu Niên Dưới Ánh Hào Quang - Đột Biến 《光環下的少年－突變》                                   |
| 2020 | 15/05     | Thiếu Niên Dưới Ánh Hào Quang - Thử Thách 《光環下的少年－挑戰》                                  |
| 2020 | 04/07     | Thiếu Niên Dưới Ánh Hào Quang - Sơ Hạ 《光環下的少年－初夏》                                      |
| 2020 | 04/09     | Thiếu Niên Dưới Ánh Hào Quang - Tượng 《光環下的少年－象》                                        |
| 2020 | 22/11     | Thiếu Niên Dưới Ánh Hào Quang - Công Thức Trưởng Thành 《光環下的少年－成长公式》                 |
| 2020 | 26/12     | Thiếu Niên Dưới Ánh Hào Quang - Tôi tin tưởng ... 《光環下的少年－我相信......"》                 |

### Thiếu Niên Trong Ánh Hào Quang
| Năm  | Thời Gian     | Tên phim                                                                                      |
| ---- | ------------- | --------------------------------------------------------------------------------------------- |
| 2021 | 06/03         | Thiếu Niên Trong Ánh Hào Quang - Chào Mừng 《光环中的少年 - 迎新》                            |
| 2021 | 29/10 & 18/12 | Thiếu Niên Trong Ánh Hào Quang - Do Dự (Thượng & Hạ) 《光环中的少年 - 踯躅(上&下)》           |
| 2022 | 08/01         | Thiếu Niên Trong Ánh Hào Quang - Hai Năm (Thượng & Hạ) 《光环中的少年 - 二载(上&下)》         |
| 2022 | 18/01         | Thiếu Niên Trong Ánh Hào Quang - Từ Cũ 《光环中的少年 - 辞旧》                                |
| 2022 | 30/06         | Thiếu Niên Trong Ánh Hào Quang - Rãnh Trời 《光环中的少年 - 天堑》                            |
| 2022 | 14/09 & 24/09 | Thiếu Niên Trong Ánh Hào Quang - Mùa Hè Rực Rỡ (Thượng & Hạ) 《光环中的少年— "盛夏"》 (上&下) |
| 2022 | 23/11 & 16/12 | Thiếu Niên Trong Ánh Hào Quang - Góc Vuông (Thượng & Hạ) 《光环中的少年》 07—— "象限"（上&下) |

## Phim Ngắn
| Năm  | Thời gian | Tên phim                              | Tham Gia                  | Ghi chú                                                                       |
| ---- | --------- | ------------------------------------- | ------------------------- | ----------------------------------------------------------------------------- |
| 2020 | 06/08     | Trở Về Mùa Hè 《回到夏天 》           | Tất cả thành viên         |                                                                               |
| 2021 | 01/02     | Thùng Lớn 《大桶》                    | Tất cả thành viên         |                                                                               |
| 2022 | 06/02     | Cùng đợi mưa ngừng rơi 《一起等雨停》 | Tống Á Hiên, Lưu Diệu Văn | Phúc lợi của hạng 2 trong quá trình vote stage đôi của "Thiếu niên On Fire 1" |
| 2022 | 24/08     | Truy Tìm Dấu Vết 《寻迹》             | Mã Gia Kỳ                 | Phim Ngắn Kỷ Niệm 3 Năm Thành Đoàn                                            |
| 2022 | 24/08     | Đáy Biển 《海底》                     | Đinh Trình Hâm            | Phim Ngắn Kỷ Niệm 3 Năm Thành Đoàn                                            |
| 2022 | 24/08     | Công Viên 《乐园》                    | Tống Á Hiên               | Phim Ngắn Kỷ Niệm 3 Năm Thành Đoàn                                            |
| 2022 | 24/08     | Kinh Ngạc 《唔惊》                    | Lưu Diệu Văn              | Phim Ngắn Kỷ Niệm 3 Năm Thành Đoàn                                            |
| 2022 | 24/08     | Trò Chơi 《游戏》                     | Trương Chân Nguyên        | Phim Ngắn Kỷ Niệm 3 Năm Thành Đoàn                                            |
| 2022 | 24/08     | Ánh Sáng Lẻ Loi 《微光》              | Nghiêm Hạo Tường          | Phim Ngắn Kỷ Niệm 3 Năm Thành Đoàn                                            |
| 2022 | 24/08     | Cùng Tồn Tại 《相生》                 | Hạ Tuấn Lâm               | Phim Ngắn Kỷ Niệm 3 Năm Thành Đoàn                                            |